# Unificazione dell'Arabia Saudita
L'unificazione dell'Arabia Saudita fu un processo durante il quale tribù, sceiccati ed emirati di gran parte della penisola arabica si unirono politicamente, sotto il comando della dinastia saudita o Āl Saʿūd, fra il 1902 ed il 1932, quando venne proclamato l'attuale Regno dell'Arabia Saudita. Portato avanti dal carismatico ʿAbd al-ʿAzīz b. Saʿūd, questo processo diede vita a quello che molti chiamarono terzo Stato saudita, per differenziarlo dal primo e dal secondo esistiti in precedenza sotto il clan Āl Saʿūd.
Al Saud era stato in esilio in Kuwait fino al 1893, a seguito della dissoluzione del secondo stato saudita e l'ascesa dell'emirato di Jabal Shammar sotto il clan Al Rashid. Nel 1902, Ibn Saʿūd riconquistò Riad, l'antica capitale della dinastia Āl Saʿūd. Egli continuò a sottomettere il resto della penisola come Najd, al-Ḥasā, Jabal Shammar, ʿAsīr e Hegiaz oltre alle città sante di Mecca e Medina) tra il 1913 e il 1926. Il sistema politico risultante venne chiamato Regno del Neged e dell'Hegiaz dal 1927 fino a quando non si consolidò ulteriormente con al-Ḥasā e Qaṭīf nel regno dell'Arabia Saudita nel 1932.

## Antefatto
A seguito degli accordi di Dir'iyya fra Muḥammad ibn ʿAbd al-Wahhāb e Muhammad ibn Sa'ud, la dinastia saudita fondò il primo stato saudita basato sulla stretta osservanza letterale dell'Islam. L'ideologia nata in questo periodo fu in seguito detta wahhabismo. Originatosi nella regione Najd dell'Arabia centrale, il primo stato saudita conquistò la maggior parte della penisola arabica, culminata nella conquista della città santa dell'Islam, La Mecca, nel 1802.
La perdita della Mecca fu un significativo colpo al prestigio dell'Impero ottomano, che aveva esercitato il potere sulla città santa dal 1517, pertanto gli ottomani decisero di dichiarare guerra agli Āl Saʿūd. Il compito di distruggere i sauditi venne assegnato al viceré d'Egitto Muhammad Ali Pascià, il quale inviò delle truppe nella regione di Hegiaz riconquistando La Mecca. Nello stesso tempo, suo figlio Ibrāhīm Pascià guidò forze ottomane nella regione del Najd, riconquistando città dopo città; raggiungendo la capitale saudita di Dirʿiyya, Ibrāhīm la pose sotto assedio per diversi mesi fino alla sua resa avvenuta nell'inverno 1818. Inviò quindi diversi membri dei clan Āl Saʿūd e Ibn ʿAbd al-Wahhāb in Egitto e nella capitale ottomana Costantinopoli ordinando la sistematica distruzione di Dir'iyya. L'ultimo imam saudita, Abd Allah bin Sa'ud, fu successivamente giustiziato a Costantinopoli.
Gli Āl Saʿūd rimasero in esilio e decisero poi di fondare il secondo stato saudita, la cui durata viene generalmente considerata dalla conquista di Riyāḍ da parte di Turki Ibn Abd Allah (che la designò come nuova capitale) nel 1824 fino alla battaglia di Mulayda del 1891. Rispetto al primo stato saudita, il secondo stato venne caratterizzato da una minore espansione territoriale e da un minore zelo religioso, inoltre fu caratterizzato da instabilità politica, che gli Al Rashid del Jabal Shammar furono in grado di sfruttare. Il leader saudita, ʿAbd al-Raḥmān ibn Fayṣal, cercò rifugio in Kuwait nel 1893.

## Storia

### Presa di Riyadh
Nel 1901, il figlio di ʿAbd al-Raḥmān, ʿAbd al-ʿAzīz (futuro Ibn Sa'ud), chiese all'emiro del Kuwait uomini, cavalli e armi per attaccare Riyāḍ; avendo già combattuto contro i Rashid, l'emiro acconsentì alla richiesta dando ad Ibn Saʿūd cavalli e armamenti. Anche se il numero esatto di uomini cambiò spesso durante il viaggio successivo, si crede che abbia lasciato il Kuwait con circa 40 uomini.
Nel gennaio 1902, ʿAbd al-ʿAzīz ibn Saʿūd e i suoi uomini giunsero a Riyāḍ; visto lo scarso numero di uomini a disposizione, ritenne che l'unico modo per prendere la città fosse quello di catturare il castello di al-Masmak e uccidere Ibn Ajlan, capo di Riyāḍ. Il castello venne espugnato con successo e Ibn Ajlan ucciso secondo i piani, e la città conquistata nella notte. Con la conquista della casa ancestrale della sua famiglia, ʿAbd al-ʿAzīz ibn Saʿūd dimostrò di possedere le qualità necessarie per essere uno sceicco o emiro: leadership, coraggio e fortuna, queste doti gli consentirono di unire la maggior parte della penisola, ancora una volta, costituendo il moderno stato dell'Arabia Saudita.

### Guerra saudita-Rashīd
La guerra saudita-Rashīd, detta anche "prima guerra saudita-Rashīd" o "battaglia di al-Qaṣīm", fu combattuta dalle forze leali ai sauditi del nuovo sultanato del Najd contro l'emirato di Ḥāʾil (Jabal Shammar) sotto il dominio dell'Āl Rashīd. Il periodo, costellato da sporadiche battaglie, ebbe termine con la conquista saudita della regione di al-Qaṣīm, dopo la decisiva vittoria di al-Qaṣīm del 13 aprile 1906, anche se altre scaramucce continuarono a verificarsi fino al 1907.

### Al-Ḥasā e Qaṭīf
Nel 1913, ʿAbd al-ʿAzīz ibn Saʿūd, fondatore della moderna Arabia Saudita, annesse al-Ḥasā e Qaṭīf al suo dominio dell'emirato di Riyad.

### Durante la prima guerra mondiale
Nel mese di dicembre 1915, il governo britannico tentò di coltivare il favore di Ibn Saud attraverso il suo agente segreto, il capitano William Shakespear, ma questo tentativo venne abbandonato dopo la morte di questi alla battaglia di Jarrab. Al contrario, i britannici trasferirono il loro sostegno al rivale di Ibn Saʿūd, al-Ḥusayn ibn ʿAlī, signore del Hegiaz, con il quale i sauditi erano quasi costantemente in guerra. Lord Kitchener chiese a Ibn ʿAlī assistenza nel conflitto e Hussein chiese in cambio il riconoscimento politico; uno scambio di lettere con Henry McMahon gli assicurò che la sua assistenza sarebbe stata premiata con la concessione dei territori fra Egitto e Persia, con l'eccezione dei beni e degli interessi imperiali in Kuwait, Aden e la costa siriana. I britannici inserirono nel trattato di Darin che le terre della dinastia saudita divenivano un protettorato britannico; ʿAbd al-ʿAzīz ibn Saʿūd si impegnava a fare guerra contro Ibn Rashid, che era un alleato degli ottomani. A questo scopo gli venne assegnato un appannaggio mensile quale compenso per muovere guerra contro Ibn Rashid.

### Prima guerra Najd-Hegiaz
La prima guerra saudito-hashemita ebbe luogo nel 1918-1919 fra Ibn Saʿūd e gli hashemiti del regno del Hegiaz; essa rientrava nell'ambito del conflitto storico tra gli hashemiti del Hijaz e i sauditi di Riyāḍ (Najd) per la supremazia in Arabia. Il risultato fu la sconfitta delle forze hascemite e la cattura di al-Khurma da parte dei sauditi e dei loro alleati (Ikhwān), ma l'intervento britannico evitò il collasso immediato del regno hashemita, istituendo un cessate il fuoco, che sarebbe durato fino al 1924.

### Conquista di Ḥāʾil
La conquista di Ḥāʾil, anche nota come seconda guerra saudita–Rashid, venne combattuta fra le forze saudite, con l'appoggio degli Ikhwān, contro l'emirato di Ḥāʾil (Jabal Shammar), comandato dall'ultimo capo dei Rashīd. Il 2 novembre 1921, il Jebel Shammar venne completamente conquistato dalle forze saudite e successivamente incorporata nel sultanato del Najd.

### Guerra dei confini Kuwait–Najd
La guerra dei confini Kuwait-Najd scoppiò dopo la prima guerra mondiale, quando l'Impero ottomano venne sconfitto dai britannici invalidando la convenzione anglo-ottomana e dichiarando il Kuwait "sceiccato indipendente sotto il protettorato britannico". Il vuoto di potere, lasciato dalla sconfitta degli ottomani, ampliò il conflitto tra lo sceiccato del Kuwait e Najd e la guerra portò in breve a sporadici scontri al confine nel 1921.
I confini fra Najd ed emirato del Kuwait vennero regolati con il protocollo di ʿUqayr del 1922.

### Seconda guerra Najd-Hegiaz
La conquista saudita di Hegiaz fu una campagna ingaggiata dal sultano saudita ʿAbd al-ʿAzīz ibn Saʿūd per conquistare il regno hashemita del Hegiaz nel 1924-1925. L'episodio ebbe termine nel dicembre 1925, con la caduta di Gedda. Susseguentemente, nel 1926, il territorio conquistato venne incorporato nel regno del Neged e dell'Hegiaz, sotto il dominio saudita.

### Rivolta degli Ikhwān
L'espansione saudita andò scemando negli anni '20, a causa dell'attività degli Ikhwān alla ricerca di continua espansione, in particolare verso i territori controllati dai britannici come la Transgiordania a nord, dove avvennero delle razzie nel 1922 e 1924. Faysal al-Dawish della tribù Muṭayr e Sultan bin Bajad degli 'Utayba, capi degli Ikhwān, furono fra coloro che accusaronochi? di essere "troppo accondiscendente", secondo una diceria diffusa che i sauditi erano "come sacchetti di cammello senza maniglie". Ne scaturì una rivolta, che raggiunse il culmine nella battaglia di Sabilla, che alcuni hanno etichettato come un massacro, ma fonti pro-saudite ritengono ovviamente sia stato uno scontro leale.
Altre battaglie vennero combattute nel 1929 nel Jabal Shammar e nei territori contigui delle tribù Awazim. La ribellione venne stroncata nel 1930, con la resa degli ultimi insorti. Poiché i sopravvissuti vennero incarcerati, i loro discendenti rimasero contrari al governo saudita e uno di essi, Juhayman al-Otaybi, si macchiò di blasfemia quando nel 1979 guidò un attacco contro il Ḥaram al-Sharīf.

### Proclamazione del regno dell'Arabia Saudita
Il regno dell'Arabia Saudita venne proclamato il 23 settembre 1932 e il figlio maggiore di Ibn Saʿūd, Ibn Saʿūd, divenne principe della corona nel 1933.

## Eventi principali e perdite umane
Battaglia di Riyad – 37 morti
Battaglia di Dilam (1903) – 410 morti
Guerra Saudita–Rashīd, (1903–1907) – più di 2 300 morti
Annessione di al-Ḥasā e Qaṭīf (1913) - numero sconosciuto
Battaglia di Jarrab (1915) - numero sconosciuto
Battaglia di Kanzaan (1915) - numero sconosciuto
Prima guerra Najd-Higiaz, (1918-1919) – 1 392 morti
Raid degli Ikhwan in Iraq del 1921 - 700 morti
Guerra di confine Kuwait–Najd, (1921) – più di 200 morti
Conquista di Ḥāʾil (1921) - numero sconosciuto
Raid degli Ikhwan in Transgiordania, (1922–1924) – fra 500 e 1500 morti
Conquista saudita del Hijaz (1924–1925) – più di 450 morti
Rivolta Ikhwan (1927–1930) – 2 000 morti